# Bauliste der Schiffswerft Diedrich
Die Bauliste der Schiffswerft Diedrich bildet eine Aufstellung über Schiffsneubauten der Schiffswerft Diedrich sowie deren Verbleib.

## Bauliste
| Bauname                 | Bau- nummer | IMO- Nummer | Schiffstyp           | Ver- messung | Ablieferung        | Auftraggeber                                     | Umbenennungen und Verbleib |
| ----------------------- | ----------- | ----------- | -------------------- | ------------ | ------------------ | ------------------------------------------------ | --- |
| Ostfriesland            | 77          | –           | Tankmotorschiff      | 693          | 1957               | Carl Büttner Reederei, Bremen                    | – |
| Westfriesland           | 81          | –           | Tankmotorschiff      | 708          | 1958               | Carl Büttner, Bremen                             | – |
| Nordfriesland           | 82          | –           | Tankmotorschiff      | 708          | 1959               | Carl Büttner, Bremen                             | – |
| Inka                    | ?           | keine       | Binnenmotorschiff    | -            | 1959               | Peter Auffahrt, Emden                            | 1963 Tempo, 1971 Cornelia B., 1975 Tida-Kira, 1975 Echo, 2004 Catharina Elizabeth, 2020 bei Scheepssloperij Treffers in Haarlem verschrottet                                                       |
| Altfriesland            | 87          | –           | Tankmotorschiff      | 703          | 1961               | Carl Büttner, Bremen                             | – |
| Hertraud                | 88          | 5149760     | Motorschiff          | 212 BRT      | 1962               | H. Wessels, Haren                                | 1988 Gerlene, 2007 Sandshörn, so in Fahrt. |
| Ratsdelft               | 89          | –           | Küstenmotorschiff    | 285 BRT      | 1962               | G. Park, Emden                                   | – |
| Anna Hendrika           | 90          | 6412310     | Fischereimotorschiff | 160 BRT      | 1964               | H. Messemaker, Kattwijk aan Zee                  | 1974 Ondur, 1975 auf der Skude Verft zum Offshore-Standbyschiff umgebaut, 1989 Condor, 1995 Guardian, 2000 Hillerød, so in Fahrt                                                                   |
| Elisabeth Büttner       | 92          | –           | Tankmotorschiff      | 694          | 1964               | Carl Büttner, Leer                               | – |
| Tornado (Z 572)         | 93          | –           | Fischereimotorschiff | 151 BRT      | 1964               | –                                                | 1970 Wiron VII, 1990 Tornado und zum Abbruch verkauft an Treffers in Haarlem, 1994 Coiba, aufgelegt in Port de la Luz, Gran Canaria                                                                |
| Emstank 10              | 94          | 6620149     | Tankmotorschiff      | 146 BRT      | 1966               | Schulte & Bruns, Emden                           | 2009 Taurus |
| Grauerort               | 95          | 6518475     | Küstenmotorschiff    | 299 BRT      | Juni 1965          | Heinz Waller, Stade                              | 1980 auf 50,70 m verlängert, 1984 auf 56,70 m verlängert und erhöht, 2016 Regina, so in Fahrt |
| Hermann-Helene          | 96          | 6607056     | Küstenmotorschiff    | 299 BRT      | Dezember 1965      | Helene Litmeyer, Haren/Ems                       | am 12. Januar 1978 in der Nordsee auf Position 54.14.23N/6.53.24E gesunken |
| Baltrum II              | 98          | 8136075     | Inselversorger       | 123 BRZ      | 1. September 1966  | Reederei Baltrum-Linie                           | so in Fahrt |
| Falderndelft            | 97          | 6706137     | Küstenmotorschiff    | 300 BRT      | 17. Februar 1967   | Gerhard Park, Emden                              | 1975 Suntis, 1978 Wischhafen, 1988 Delfino Blu, am 7. August 2009 im Register gelöscht |
| Emstank 14              | 104         | 6900290     | Tankmotorschiff      | 175 BRT      | 15. September 1968 | Schulte & Bruns, Emden                           | 1974 auf 45,00 m verlängert, 1978 Ebba, 2012 Floursh |
| Baltrum IV              | 106         | 8137237     | Seebäderschiff       | 179 BRZ      | 1969               | Reederei Baltrum-Linie                           | 1982 Rüm Hart, 2004 Seeadler, 2005 Rüm Hart, 2005 Adler V, 2005 Rüm Hart, 2014 Frisia XI, so in Fahrt                                                                                              |
| Emstank 16              | 109         | 7033197     | Tankmotorschiff      | 211 BRT      | 20. Dezember 1969  | Schulte & Bruns, Emden                           | 1982 Jadetank 1985 Emstank 16, 1989 Hinnavag, 1995 Baraka, 2007 Majed, 2007 Elite |
| Cornelis Dierkje        | 107         | 7018654     | Fischereimotorschiff | 129 BRT      | 1970               | H. Romkes-de Boer, Urk                           | 1986 Poolster |
| Baltrum III             | 114         | 7110397     | Seebäderschiff       | 183 BRZ      | 1. Juli 1971       | Reederei Baltrum-Linie                           | so in Fahrt |
| Frisia X                | 115         | 7222308     | Seebäderschiff       | 187 BRZ      | 1. Mai 1972        | Reederei Norden-Frisia                           | so in Fahrt |
| Stadt Leer              | 116         | 8397248     | Seebäderschiff       | 99 BRZ       | 1972               | Reederei Jenny Venema, Leer                      | 1991 Harle Sand, so in Fahrt |
| Marlies (GRE 5)         | 122         | –           | Krabbenkutter        | 41 BRZ       | 1973               | H. & A. Siebrands, Greetsiel                     | 1984 Marlies (SD 33), 2015 Marlies (DOR 8), so in Fahrt |
| Roswitha (BX 758)       | 123         | 7349481     | Fischereimotorschiff | 122 BRT      | 1974               | Friedrich Jarchau, Bremerhaven                   | 1990 Hoheweg, am 8. November 2006 gesunken, am 22. Juli 2007 gehoben und später verschrottet |
| Littorina               | 125         | 7360942     | Forschungskutter     | 185 BRT      | 27. Juni 1975      | Deutsche Forschungsgemeinschaft                  | so in Fahrt |
| Schillig                | 131         | 7505358     | Tonnenleger          | 183 BRT      | 5. Mai 1976        | Bundesrepublik Deutschland                       | 2013 Tonijn, so in Fahrt |
| Senckenberg             | 132         | 8137213     | Forschungskutter     | 185 BRT      | 8. November 1976   | Senckenbergische Naturforschende Gesellschaft    | so in Fahrt |
| Baltrum V               | 135         | 7600562     | Seebäderschiff       | 660 BRZ      | Mai 1977           | Reederei Baltrum-Linie                           | 1978 Baltrum I, so in Fahrt |
| Langeoog III            | 138         | 7811135     | Seebäderschiff       | 623 BRZ      | 22. März 1979      | Schiffahrt der Inselgemeinde Langeoog            | so in Fahrt |
| Langeoog IV             | 139         | 7822469     | Seebäderschiff       | 623 BRZ      | 20. Juni 1979      | Schiffahrt der Inselgemeinde Langeoog            | so in Fahrt |
| Frisia IX               | 140         | 7924310     | Seebäderschiff       | 517 BRZ      | 19. Juni 1980      | Reederei Norden-Frisia                           | so in Fahrt |
| Spiekeroog I            | 141         | 8016897     | Seebäderschiff       | 553 BRZ      | 1. Mai 1981        | Nordseebad Spiekeroog                            | so in Fahrt |
| Patria (BX 766)         | 143         | –           | Fischereimotorschiff | 162 BRZ      | 1981               | –                                                | 1994 Weser (NB 3), so in Fahrt |
| Jörn (BX 767)           | 144         | 8104448     | Fischereimotorschiff | 124 BRZ      | 1982               | Jörn Seefischereibetrieb, Bremerhaven            | 1995 Aqua Fauna (NG 10), so in Fahrt |
| Baltrum IV              | 145         | –           | Fährboot             | 22 BRZ       | 1982               | Reederei Baltrum-Linie                           | so in Fahrt |
| Heimatland              | 149         | 8222185     | Küstenmotorschiff    | 1372 BRZ     | 1984               | –                                                | 1996 Athos, 1997 Heimatland, 2003 Sylvia, 2007 Fehn Cartagena, 2014 Haithabu, so in Fahrt |
| Sea Ems                 | 150         | 8403557     | Küstenmotorschiff    | 499 BRT      | 19. Dezember 1984  | MS Sanna Leda Schiffahrt Luikenga & Briese, Leer | 1996 Mari Line, 1998 Desiree, 2001 Sonja, 2004 Sanna, 2011 MRW Sanna, ab 1. August 2013 bei Izmir Gemi Geri Donusum in Aliağa verschrottet                                                         |
| Saphir (DOR 4)          | 154         | –           | Krabbenkutter        | 41 BRZ       | 1987               | Eibe Cordts, Dorum                               | 1994 Saphir (CUX 14), so in Fahrt |
| Catja (SD 35)           | 156         | –           | Krabbenkutter        | 51 BRZ       | 1987               | Peter Gimmini, Friedrichskoog                    | 1991 Marschenland (SD 35), so in Fahrt |
| Wremen (WRE 4)          | 155         | –           | Krabbenkutter        | 50 BRZ       | 1987               | Wolfgang Peters, Wremen                          | so in Fahrt |
| Medusa (NEU 231)        | 157         | –           | Krabbenkutter        | 39 BRZ       | 1988               | Georg Peters, Neuharlingersiel                   | so in Fahrt |
| Elena                   | 161         | 8913473     | Küstenmotorschiff    | 1508 BRZ     | 23. Juni 1990      | M.S. Elena Schiffahrtsgesellschaft, Hamburg      | Als Hanse Contor in Fahrt gekommen, 1992 Hanse, 2005 zum Zementfrachter Ritske umgebaut, 2015 Framfjord, am 6. Juni 2019 mit der Nordhordlandsbrua kollidiert, ab Juli 2019 in Fonnes verschrottet |
| Stella Mare (SU 9)      | 162         | –           | Krabbenkutter        | 61 BRZ       | 1990               | Friedrich Paulsen, Husum                         | 2000 Rugenort (SD 8), so in Fahrt |
| Langeoog II             | 164         | 9032599     | Seebäderschiff       | 246 BRZ      | 3. März 1992       | Schiffahrt der Inselgemeinde Langeoog            | so in Fahrt |
| Seekrabbe               | 165         | 9059066     | Hopperbagger         | 656 BRZ      | 1993               | Niedersächsisches Hafenamt                       | so in Fahrt |
| Stiehne Bruhns (DIT 3)  | 169         | –           | Krabbenkutter        | 62 BRZ       | 1996               | Anton Bruhns, Ditzum                             | so in Fahrt |
| Henriette (DIT 1)       | –           | –           | Krabbenkutter        | 62 BRZ       | 1996               | Berend Bruhns, Ditzum                            | 2009 Martha Bruhns (DIT 1), so in Fahrt |
| Mathilde Bruhns (DIT 5) | –           | –           | Krabbenkutter        | 62 BRZ       | 1996               | Harmannus und Ontje Bruhns, Ditzum               | so in Fahrt |
| Amisia (DIT 6)          | –           | –           | Krabbenkutter        | 62 BRZ       | 1996               | Jan L. Bruhns, Ditzum                            | so in Fahrt |
| Jan (POG 1)             | –           | –           | Krabbenkutter        | 62 BRZ       | 1996               | Roelfine Bruhns, Pogum                           | so in Fahrt |
| Wind Force I            | 1001        | 9564059     | Windparkversorger    | 105 BRZ      | 26. Juni 2009      | Reederei Norden-Frisia                           | 2018 Offshore Sensor |
| Baltrum V               | 1002        | 9899014     | Inselversorger       | 612 BRZ      | 3. Februar 2022    | Reederei Baltrum-Linie                           | so in Fahrt |